# Heinz-Gerhard Riecke
Heinz-Gerhard Riecke (* 24. Juni 1896 in Halle (Saale); † 22. Mai 1964 in Kiel) war ein deutscher HNO-Arzt und Hochschullehrer.

## Leben und Wirken
Nach dem Schulabschluss am Humanistischen Gymnasium studierte Riecke an der Universität Halle Medizin und promovierte dort 1922 zum Dr. med. Er war zunächst als Assistenzarzt für Hals-, Nasenheil- und Ohrenheilkunde an der Philipps-Universität Marburg tätig und wechselte 1929 als Assistenzarzt an die Universität Hamburg. 1930 ging er als Oberarzt an die Hals-, Nasen- und Ohrenklinik in Kiel. Im Zuge seiner Habilitation wurde er 1931 Privatdozent an der Universität Kiel. Zum 1. Mai 1933 trat er der NSDAP bei (Mitgliedsnummer 2.730.498). 1939 wurde Riecke dort zum außerplanmäßigen Professor für HNO berufen. Von 1946 bis 1949 war er an der Universität Kiel Lehrbeauftragter für HNO.

## Schriften (Auswahl)
- Ein Beitrag zur Kenntnis der Lepra. Halle a. S. 1922.
- Über einen Fall von Lepra tuberosa mit besonderer Berücksichtigung der Histopathologie. In: Archiv für Dermat. 148 (1925), S. 448–453.
- Zur Pathogenese der Eiterungen im Spatium parapharyngeum nach akuter Angina an Hand eines Falles mit Gefäßarrosion. In: Deutsche Zeitschrift für Chirurgie 205 (1927), S. 347–360.
- Ergebnisse mit dem Muckschen Adrenalin-Sonden-Versuch bei Schädel-Hirn-Unfallverletzten. (Passow-Schaefer, Beiträge zur Anatomie, Physiologie, Bd. 30) Hamburg 1932.
- Peritonsillärer Fremdkörper. In: Archiv für Ohren-, Nasen- u. Kehlkopfheilkunde 134 (1933), S. 244–245.